# Castelnuovo di Garfagnana
Castelnuovo di Garfagnana è un comune italiano di 5 554 abitanti della provincia di Lucca in Toscana; è il centro principale della Garfagnana.

## Geografia fisica

### Territorio
Sorge alla confluenza del fiume Serchio con il torrente Tùrrite Secca. A Castelnuovo è stato scoperto un particolare minerale, la dinite, che prende il nome da Olinto Dini (1802-1866), professore di fisica all'Università di Pisa, nonno omonimo del celebre poeta, che la scoprì in un locale deposito di lignite nel 1852.

### Clima
- Classificazione sismica: zona 2 (sismicità medio-alta), Ordinanza PCM 3274 del 20/03/2003
- Classificazione climatica: zona E, 2234 GR/G
- Diffusività atmosferica: bassa, Ibimet CNR 2002

## Storia
Nella zona dell'attuale confine col comune di Pieve Fosciana sono state rinvenute tracce della presenza etrusca e romana.
Le prime notizie storicamente documentate del centro abitato risalgono tuttavia al 740, in epoca longobarda.
Scarse sono le informazioni al riguardo dell'Alto Medioevo, e dei primi secoli del Basso: sono stati rinvenuti solo documenti che rilevano la presenza della chiesa di S. Pietro relativamente agli anni 773, 839, 940, 986, 1045.
Si ha un documento datato 26 luglio 1234 che attesta la rassegnazione, da parte dei Lucchesi, del castello di Castelnuovo alla corte di Roma, a titolo di pegno.
Nel Trecento Castelnuovo si era affermato come importante centro di transito, vera e propria "porta meridionale" della valle della Garfagnana.
Dal terzo decennio del secolo la Repubblica di Lucca divenne una signoria alla cui guida fu Castruccio Castracani; questo grande politico e militare fece ammodernare molte fortezze e a Castelnuovo ordinò (1324) la costruzione del ponte, per collegare l'esistente castello all'antico borgo di "Cellabarotti", l'attuale rione di "Santa Lucia". La signoria di Castruccio durò fino al 1327, anno della sua morte. In seguito Castelnuovo continuò a far parte dello stato di Lucca durante il periodo di dominio pisano e poi dopo la restaurazione della libertà repubblicana (1369).
Nel 1429, vista l'offensiva di Firenze che stava penetrando in Garfagnana, ed aveva posto sotto assedio la stessa Lucca, Castelnuovo si sottomise volontariamente a Niccolò d'Este di Ferrara, sfuggendo così dal dominio lucchese ed evitando la conquista fiorentina. Gli Estensi fecero di Castelnuovo il capoluogo della neonata provincia della Garfagnana, e ricompensarono gli abitanti con diversi privilegi. Il vecchio capoluogo infatti era Castiglione di Garfagnana, centro che sarebbe sempre rimasto fedele a Lucca costituendo una enclave fortificata circondata dalla provincia estense.
Castelnuovo sotto gli Estensi conobbe il suo periodo di maggior splendore, ma anche il periodo più drammatico della sua storia quando nel 1512, durante la guerra della lega di Cambrai, subì l'invasione delle truppe di papa Giulio II e dei suoi alleati in guerra con gli Estensi. Nel 1512 entrò in Castelnuovo Francesco della Rovere, duca di Urbino, ma fu subito allontanato dal ritorno dei Lucchesi; nel 1521 furono infine i Fiorentini ad impadronirsi della città, sostenuti da papa Leone X (nel frattempo succeduto a Giulio II). Si trattò di un periodo di continue invasioni e scontri armati fra i due schieramenti, che sottoposero la popolazione a violenze e saccheggi.
Alla morte del pontefice, i castelnuovesi insorsero, aiutati dai briganti che in quel periodo infestavano le montagne e le campagne, penetrarono nel castello e scacciarono il commissario pontificio, il fiorentino Giulio de' Medici, reclamando il ritorno della protezione degli Estensi. 

L'allora duca Alfonso I d'Este inviò in Garfagnana come Commissario ducale il poeta Ludovico Ariosto che andò a insediarsi all'interno della rocca (chiamata oggi in suo onore “Rocca Ariostesca”), facendo del borgo il centro amministrativo ed economico dell'intera provincia Estense della Garfagnana.
Il duca Alfonso II d'Este fece poi costruire a difesa della città la possente fortezza di Mont'Alfonso, sopra un colle (a lui intitolato come riconoscimento dai castelnuovesi), sovrastante la nascente cittadina, che rappresentò negli anni successivi un rifugio sicuro per l'intera popolazione.
Nel XVII secolo la situazione in valle del Serchio era la seguente:
- Castelnuovo era rimasta fedele agli Estensi di Ferrara,
- Castiglione di Garfagnana e Gallicano a Lucca;
- Barga a Firenze.

In pratica la Valle era divisa tra i tre stati maggiori confinanti.
A partire dal XVIII secolo, sotto il regno di Francesco III d'Este, una nuova prosperità economica fu portata dal passaggio della Via Vandelli, una strada commerciale carrozzabile che collegava la capitale del ducato estense, Modena, con il mar Tirreno a Massa.
Castelnuovo rimase estense sino all'avvento delle truppe francesi di Napoleone, che lo aggregò dapprima alla Repubblica Cispadana (quando la valle fu sconvolta da una sommossa antifrancese duramente repressa ed in seguito alla Repubblica Cisalpina, per poi annetterlo, nel 1805, al principato di Lucca e Piombino, retto dalla sorella del Bonaparte Elisa Baciocchi.
Nel 1814, nel clima della Restaurazione, tornarono gli Estensi, con l'acclamazione popolare di Francesco IV, che ressero la città e la valle fino all'Unità d'Italia, a parte un breve periodo di dominio dei granduchi di Toscana tra il maggio 1848 e l'aprile 1849. 

In un regolamento redatto a Modena nel 1852, sono riportate le unità di misura di Castelnuovo di Garfagnana, allora in uso in gran parte della provincia estense garfagnina: il "barile di Castelnuovo", il "sacco", il "braccio", la "libra", la "pertica" e il "mezzino".
Nel 1860 si tenne il plebiscito che sancì l'annessione di Castelnuovo e degli altri centri garfagnini al nascente Regno d'Italia, inglobati alla provincia di Massa Carrara, nata dalla fusione della Lunigiana e della Garfagnana appunto: tale provincia fu in un primo tempo assegnata alla regione Emilia, per essere poi ricondotta alla sua collocazione toscana nel 1871.
Fu nel 1923 che Castelnuovo con il suo circondario fu definitivamente aggregato alla provincia di Lucca, chiudendo un cerchio lungo sette secoli.
Negli anni della seconda guerra mondiale, tra il 1941 e il 1943, Castelnuovo fu luogo di internamento civile per un numeroso gruppo di una settantina di profughi ebrei (tra cui diverse famiglie con bambini). Gli internati furono accolti in abitazioni private e nella Fortezza di Mont'Alfonso. Nonostante le difficili condizioni di vita, la piccola comunità riuscì a ben integrarsi nel paese. Un locale a "La Barchetta" (in via Nicola Fabrizi 3) fu preso in affitto come sinagoga e scuola per i bambini. Tutto questo cambiò l'8 settembre 1943 con l'occupazione tedesca e la Repubblica Sociale Italiana. Il 4 dicembre 1943, quasi tutti gli internati furono arrestati e trasferiti dapprima al campo provinciale di Bagni di Lucca e di lì deportati ad Auschwitz. Dell'intero gruppo dei deportati solo due persone sopravvissero allo sterminio.

### Simboli
Stemma
Lo stemma è stato riconosciuto con decreto del Capo del governo del 21 agosto 1931.
Gonfalone
Il gonfalone è stato concesso con DPR del 24 agosto 1954.

### Onorificenze
Il comune è inoltre depositario della Medaglia d'oro al merito civile che il presidente della Repubblica Giorgio Napolitano ha consegnato ai sedici comuni della Garfagnana il 25 aprile 2010.

## Monumenti e luoghi d'interesse

### Duomo dei Santi Pietro e Paolo

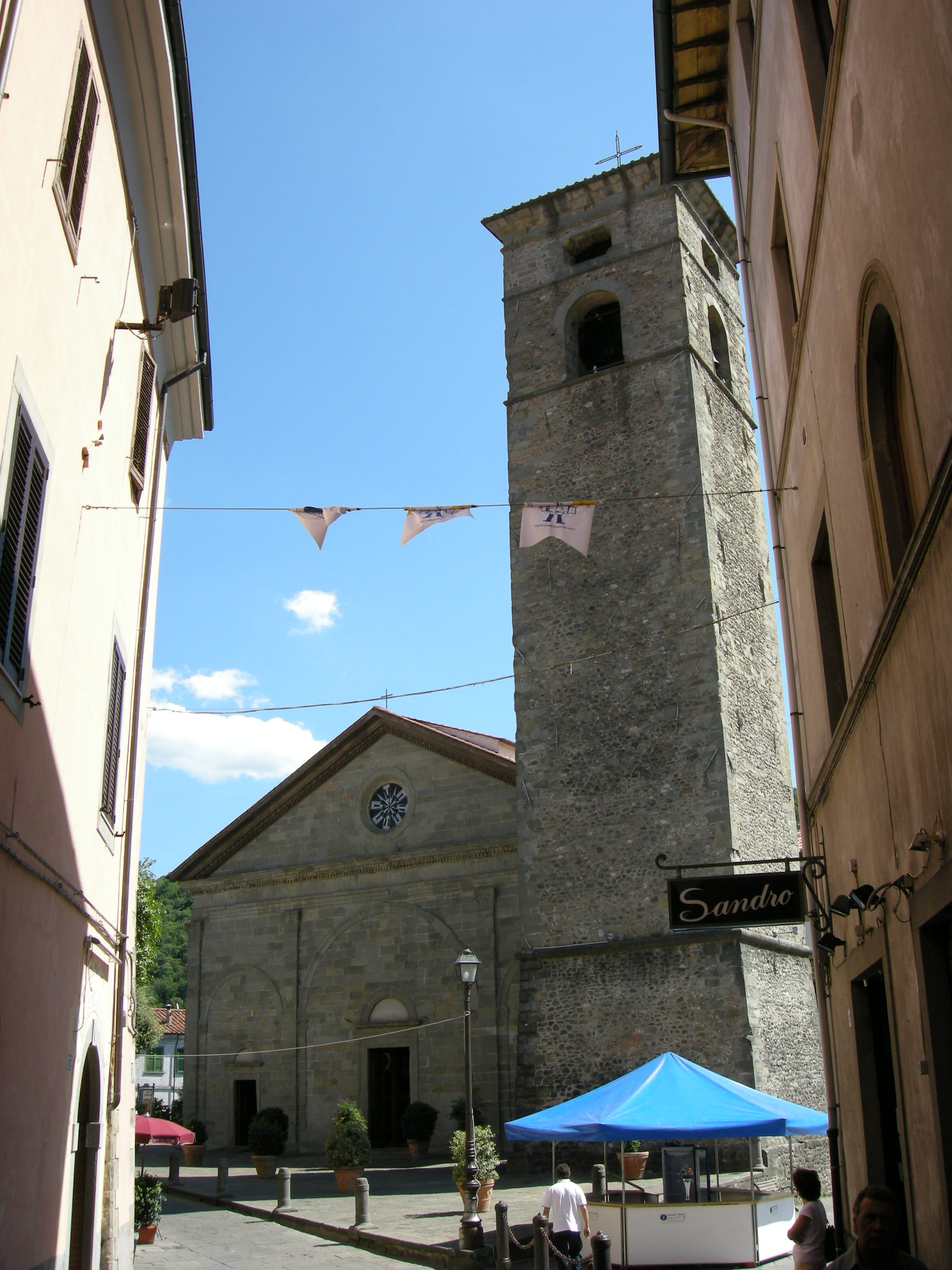
Facciata ed il campanile del Duomo

Eretto nel XVI secolo sui resti di una preesistente chiesa romanica risalente all'XI secolo, in età barocca l'interno fu oggetto di profondi cambiamenti, con l'aggiunta di nove altari, con lo sfarzo decorativo tipico dell'epoca. La facciata rinascimentale presenta tre portali ed è divisa da quattro lesene sorreggenti un semplice frontone.
Durante la seconda guerra mondiale subì il crollo del tetto e di alcuni muri esterni e il successivo restauro ne riscoprì le fasi più antiche.
Conserva una splendida pala d'altare in terracotta robbiana raffigurante "san Giuseppe", attribuita al Verrocchio, una cornice marmorea della bottega del Civitali e una tela di Michele di Ridolfo del Ghirlandaio raffigurante la "Madonna con Santi".
Il cosiddetto Cristo Nero, scultura del XV secolo, scampato all'incendio che colpì la sacrestia nel 1977, è oggi conservato nella cappella di San Giuseppe (che un tempo ospitava la terracotta attribuita al Verrocchio), a lato dell'abside.

### Rocca Ariostesca

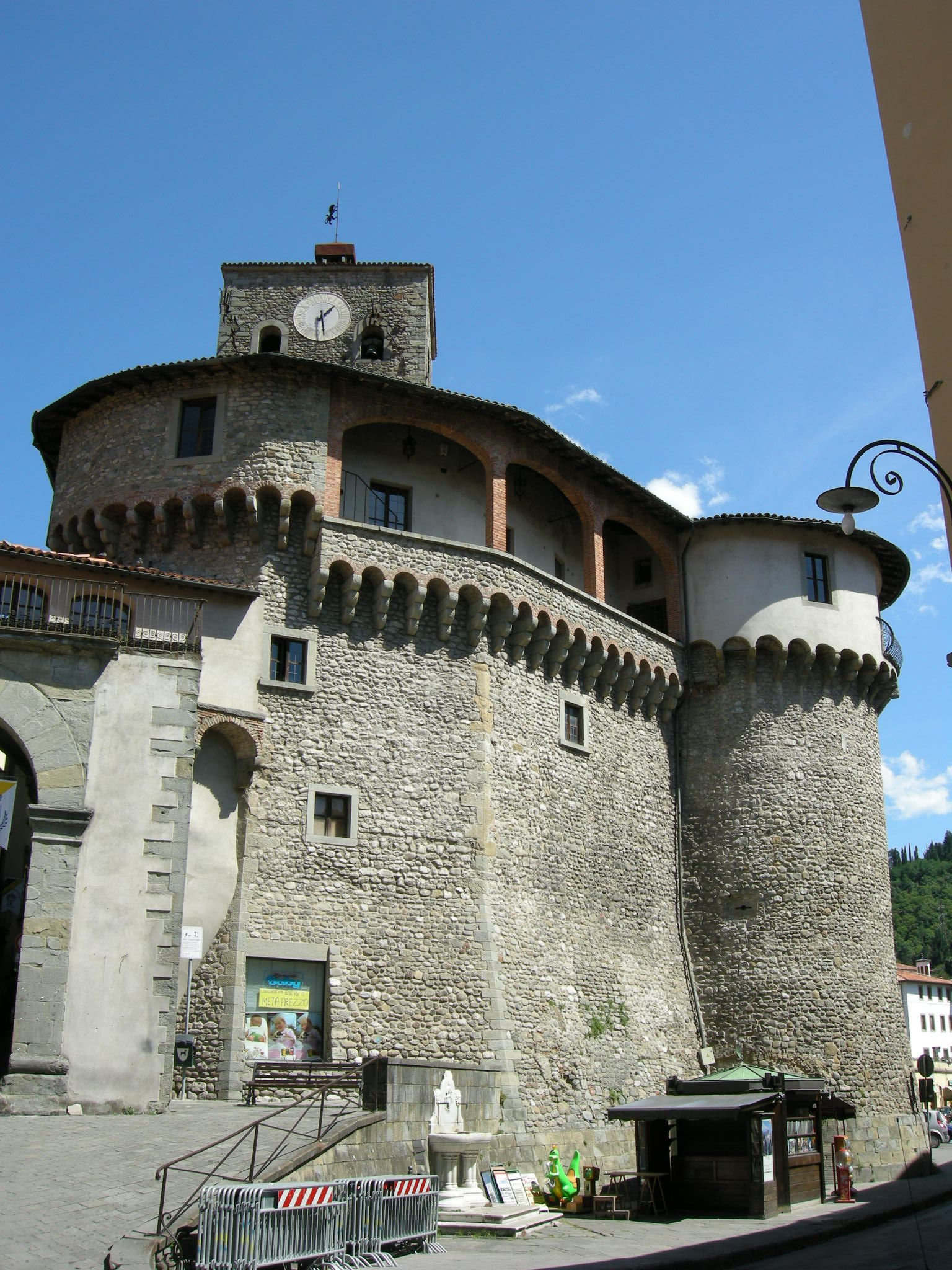
Rocca Ariostesca vista da piazza Umberto I

La Rocca Ariostesca, simbolo della città che domina la centrale piazza Umberto I, deve il suo nome all'aver ospitato dal 1522 al 1525, in qualità di governatore della provincia estense di Garfagnana, il poeta Ludovico Ariosto, cui succederà nel secolo successivo Fulvio Testi (1640-1642).

### Fortezza di Mont'Alfonso

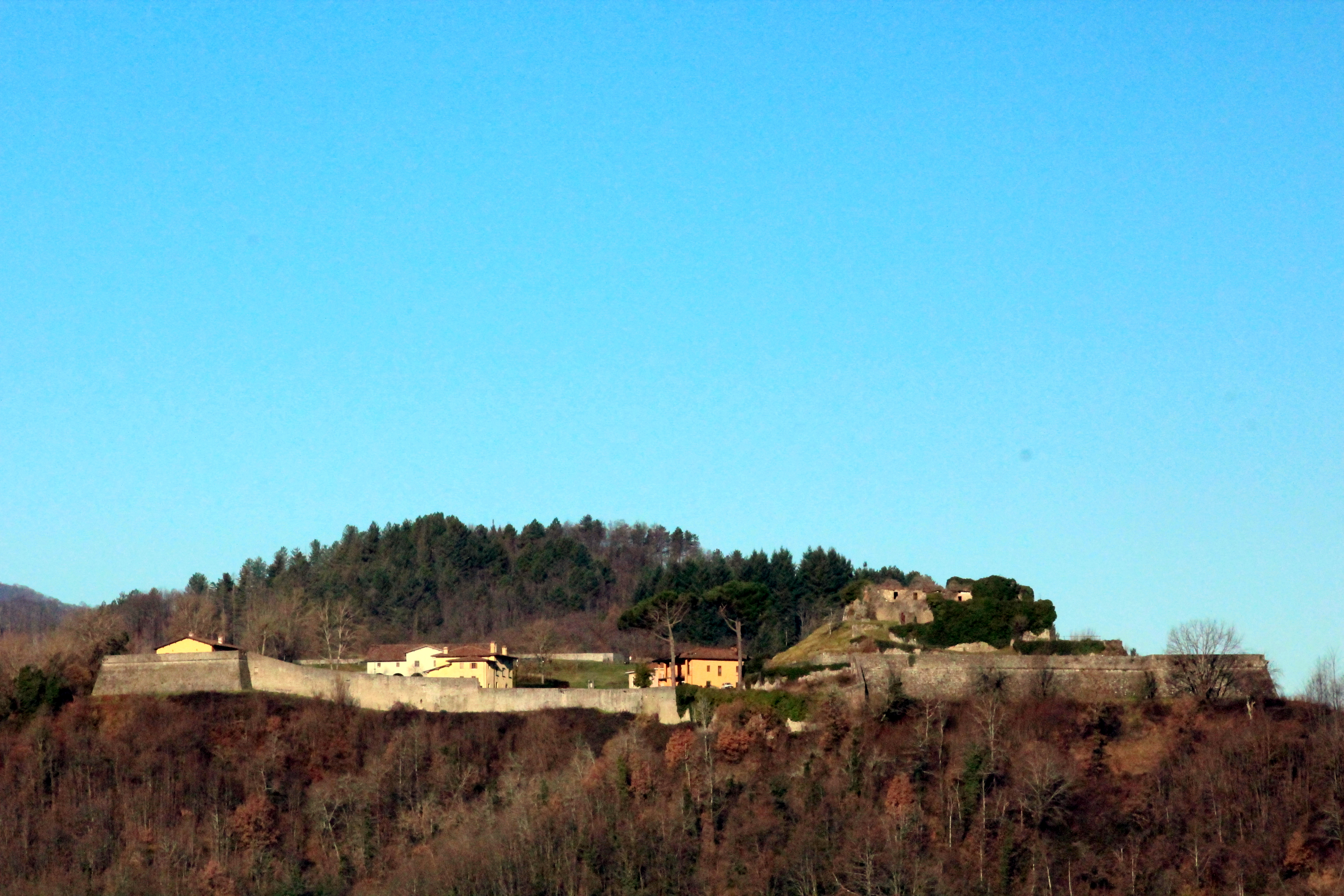
La Fortezza di Mont'Alfonso

La Fortezza di Mont'Alfonso fu ideata, alla fine del Cinquecento, come estremo presidio difensivo del Ducato di Ferrara a difesa del confine con la Repubblica di Lucca.

### Teatro Comunale Vittorio Alfieri

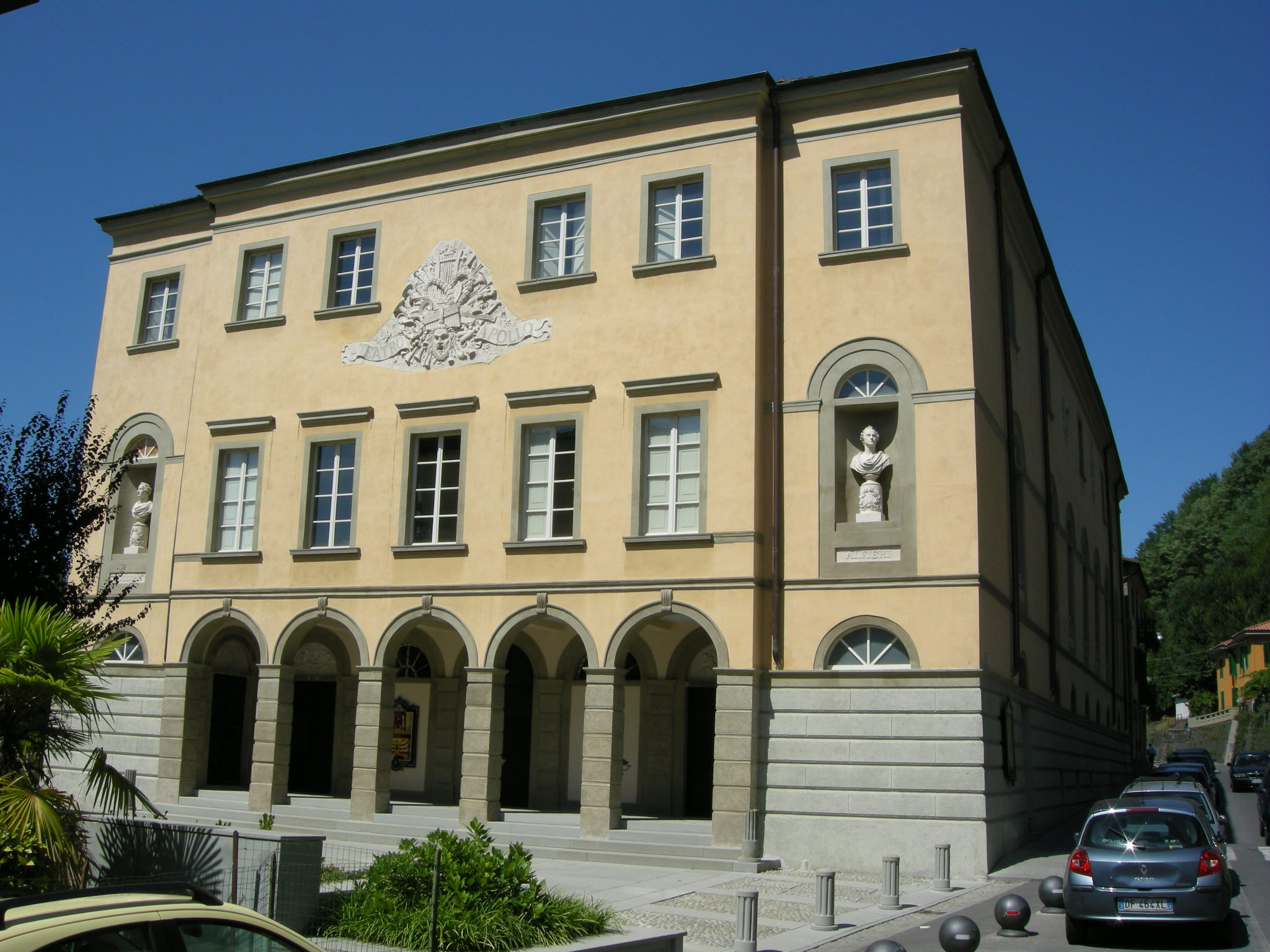
Teatro Alfieri da via Roma

Il Teatro comunale Vittorio Alfieri è, con i suoi 510 posti a sedere, il secondo teatro della provincia, dopo il Teatro del Giglio di Lucca. Fu inaugurato la sera del 22 agosto 1860, con La straniera di Vincenzo Bellini.
Il teatro era stato voluto da un gruppo di maggiorenti locali, fra cui il conte Giovanni Carli e Antonio Vittoni: il conte Carli stesso progettò la struttura ispirandosi probabilmente ad elementi decorativi presenti nel teatro del Giglio di Lucca. L'edificio presenta un ampio atrio, la platea a ferro di cavallo, tre ordini di 17 palchi più il loggione. Le opere pittoriche furono realizzate dal castelnovese Davide Franchi.
Intatto dopo la Seconda guerra mondiale, venne trasformato in sala cinematografica, fino alla sua chiusura nel 1990. Il 9 settembre 2006, con un concerto sinfonico dell'Orchestra regionale toscana, il teatro è stato nuovamente inaugurato dopo i restauri.

### Altri monumenti

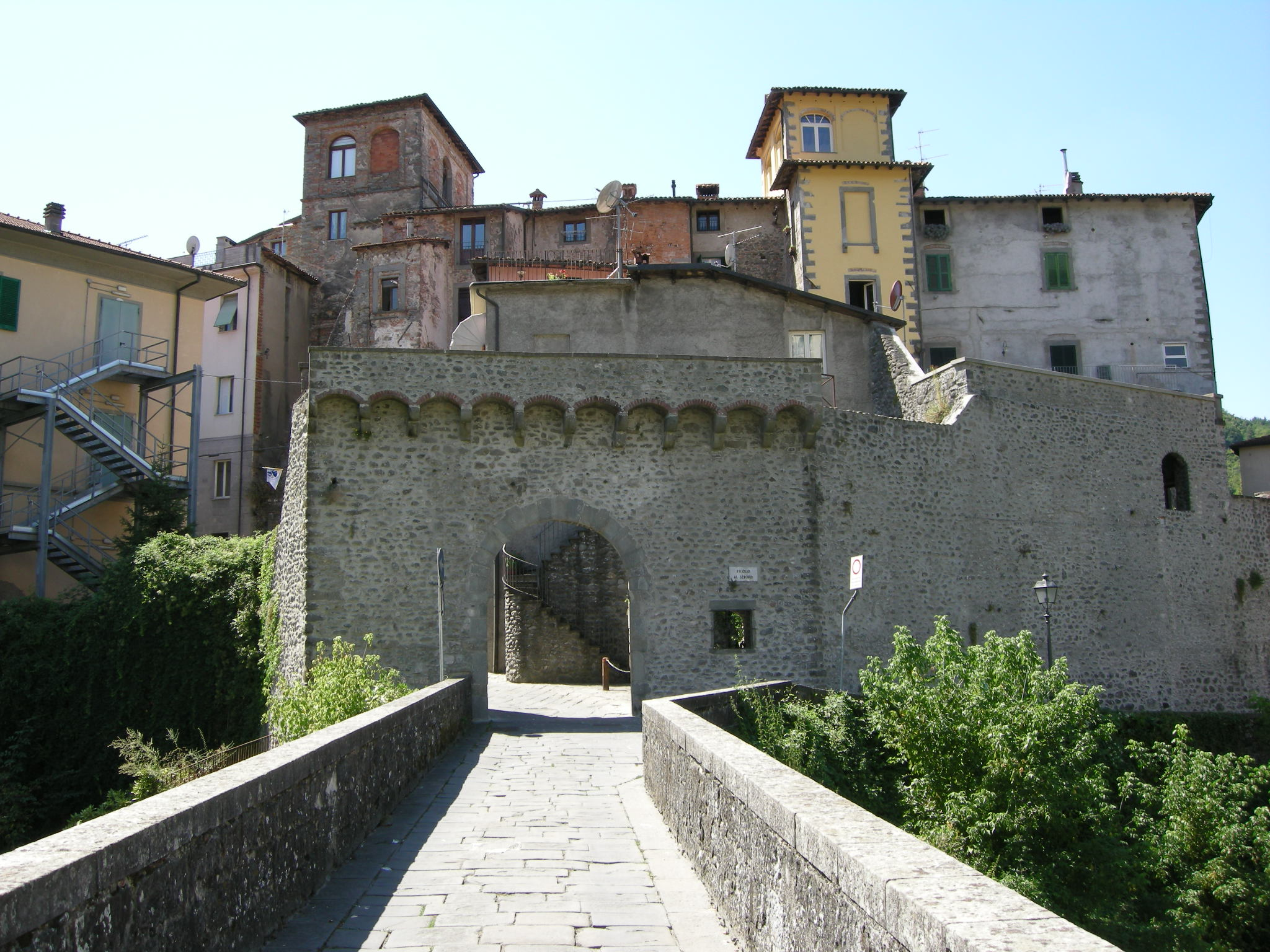
La Porta di Castruccio

- Loggiato Porta, intitolato al pittore manierista castelnuovese, ricavato al piano terra del Palazzo Comunale
- Mura del borgo antico e la cosiddetta "Porta Miccia", o "Porta di Castruccio"
- Chiesa di Santa Lucia
- Chiesa e convento dei Cappuccini
- Chiesa di Sant'Antonio
- Chiesa della Beata Vergine
- Oratorio di San Carlo
- Chiesa della Misericordia
- Chiesa della Santissima Trinità di Torrite
- Villa Bertagni
- Chiesa dei Santi Martino e Rocco a Palleroso, in cui si conserva un rilievo in terracotta con San Martino e il povero, quattrocentesco ma di cultura in parte ancora gotica[13].

## Società

### Evoluzione demografica
Abitanti censiti

### Etnie e minoranze straniere
Secondo i dati ISTAT al 31 dicembre 2010 la popolazione straniera residente era di 409 persone.
Le nazionalità maggiormente rappresentate in base alla loro percentuale sul totale della popolazione residente erano:
- Romania 237 3,87%

## Cultura

### Istruzione

#### Scuole
Sono presenti a Castelnuovo due Istituti Superiori, che in coordinamento con il polo scolastico di Barga assicurano agli studenti della Valle del Serchio un'ampia possibilità di scelta.
Essi riuniscono al loro interno:
- I.S.I. S.Simoni

Liceo Scientifico Galileo Galilei
I.P.S.I.A. Simone Simoni (indirizzi: elettrici-meccanici)
I.T.I. (indirizzi: elettrotecnica-meccanica e meccatronica)
- I.T.C.G. Luigi Campedelli (indirizzi: geometri-ragioneria)

Ha inoltre sede a Castelnuovo la Scuola edile Lucchese: essa si occupa della formazione, della qualificazione e della specializzazione di operai, amministratori e tecnici nella sua specifica area di interesse.

### Musica
- Corale del duomo di Castelnuovo: attiva già a metà Settecento sotto il nome di Schola Cantorum, era retta da Giovanni Battista Girolami (1702-1786), organista, maestro di cappella del duomo e autore di musica sacra.
- Filarmonica Giuseppe Verdi: la banda cittadina, fondata nel 1801, era inizialmente la Guardia del corpo del duca nei suoi periodi in Garfagnana, e in ragione di questo ruolo godeva di notevoli privilegi, come il porto d'armi e la licenza di caccia gratuiti; le si affiancò nel 1841 una vera e propria Accademia Filarmonica, dedita all'esclusiva attività musicale. Già a fine Ottocento, le due realtà si fusero in un'unica, prendendo appunto il nome dal noto compositore.
- Scuola civica di Musica
- Festival dell'International Academy of Music of New York, che ha a Castelnuovo di Garfagnana la sua sede europea assieme a Burgos (Spagna) e a San Pietroburgo (Russia).
- Oxana Yablonskaya Piano Institute, istituto di alto perfezionamento pianistico, fondato nel 2008 dalla pianista moscovita Oxana Yablonskaya dopo l'abbandono della Juillard School di New York.

### Istituzioni, enti e associazioni
Tra le associazioni, particolare importanza riveste la Confraternita di Misericordia di Castelnuovo di Garfagnana, fondata nel 1451, tra le dieci più antiche d'Italia: nata con il nome di Compagnia di Santa Croce, ha assunto nel 1993 con atto ufficiale la denominazione attuale di Confraternita di Misericordia.
L'Accademia degli Alpestri fu fondata a Castelnuovo nel 1629, sotto la protezione del principe Francesco d'Este, figlio del duca Alfonso III, che ne ufficializzò l'istituzione in una lettera del 9 giugno dello stesso anno, che così iniziava: «Indizio di animo virtuoso è la nuova Accademia, che havete introdotto costì; e segnale di volontà amorevole è il desiderio di aprirla sotto la mia protezione». Alla stessa lettera se ne accompagnava un'altra, firmata da Fulvio Testi, allora segretario del principe, che anni dopo sarebbe venuto governatore della provincia garfagnina, che così commentava: «Bisogna confessare il vero: i Garfagnini hanno una straordinaria abilità in tutte le arti virtuose, e gl'intelletti loro sono elevati, spiritosi, capaci d'ogni migliore disciplina. Ora che alla loro naturale idoneità si aggiunge l'esercizio, che non deve sperarsene? Piacemi il nome d'Alpestri, perché scherza col genio del luogo; e lo ricevo per augurio felice, e fausta osservazione. Parnaso che è la stanza d'Apolline e delle Muse è un colle ben discosceso, e le glorie di Roma cominciarono a fiorire tra l'asprezza de' monti, e la sterilità de' boschi».

## Geografia antropica

### Suddivisioni storiche
Castelnuovo presenta un tessuto urbano all'interno del quale sono individuabili più zone distinte, dette "rioni": i più antichi si raccolgono intorno alle mura castellane, mentre i più moderni hanno mantenuto il toponimo arcaico della zona dove sono sorti.
Tra i rioni "storici" si annoverano:

Castelnuovo Garfagnana nel 1933

- Centro, identificabile con il borgo fortificato, nel quale sorgono alcuni fra i monumenti maggiormente rappresentativi della città, quali la Rocca Ariostesca, il Palazzo Comunale e il Duomo dei Ss. Pietro e Paolo;
- Santa Lucia il quale, anticamente sorto come borgo distinto dal centro con il nome di Cellabarotti, si sviluppa a partire dalla "Porta Miccia" o "Porta di Castruccio" delle mura e, attraversando il ponte antistante (detto appunto "di Santa Lucia", ricalca il tracciato delle antiche vie di comunicazione. Degni di menzione in questo rione, che ospita tra l'altro la stazione ferroviaria ed il complesso ospedaliero Santa Croce, sono senza dubbio il Teatro Comunale "Vittorio Alfieri", recentemente ristrutturato, il caratteristico "Vicolo Parigi", nonché il "Convento di S. Francesco" o "Convento dei cappuccini", posto a monte dell'abitato, nella zona che da esso trae il nome;
- Sant'Antonio, il quale, partendo da Piazza Umberto I si è accresciuto essenzialmente intorno a via Farini e via S.Antonio: a metà di quest'ultima trova sede la chiesa di Sant'Antonio, con la sua caratteristica torre campanaria affacciata sulla strada sottostante;
- La Madonna, che ospita la chiesa "della B. Vergine" (anticamente "Madonna del ponte"), ingloba, partendo da piazza Umberto I, "la Barchetta", caratteristica via dalla forma incavata (da cui il nome), e il triangolo racchiuso da via Nicola Fabrizi, via Azzi e il fiume Turrite Secca sull'opposta sponda del corso d'acqua stesso, al cui interno trova spazio l'ampio Piazzale della Repubblica, dove ha sede la stazione degli autobus.
- Crocifisso, anch'esso sviluppatosi a partire da piazza Umberto I, comprende via Garibaldi, la moderna zona residenziale del Colletto ed altre vie minori; ad oggi restano in via Garibaldi alcuni elementi architettonici che attestano l'esistenza di un'antica chiesa andata perduta (chiesa del Crocifisso) rintracciabili all'interno delle moderne attività commerciali sorte lungo il corso;

In epoca moderna si sono aggiunti a questi:
- San Carlo, sviluppatosi intorno all'omonimo "oratorio di San Carlo", che si trova a monte del rione de "la Madonna";
- Torrite, paese precedentemente sé stante rispetto a Castelnuovo (circostanza confermata anche dall'esistenza di un centro storico e una parrocchia autonomi) ma ormai parte integrante del tessuto urbano;
- Piano Pieve, zona residenziale sorta in un'area anticamente agricola, che ha ormai assunto notevoli dimensioni, il quale deriva il proprio nome dall'essere dislocato nel medesimo pianoro che ospita la vicina Pieve Fosciana, su un livello leggermente superiore a quello del centro storico di Castelnuovo;
- Santa Maria, il più giovane, sorto negli ultimi anni, a carattere esclusivamente residenziale, che prende il nome da un preesistente convento distrutto da una piena del fiume Serchio e mai più ricostruito.

Ancora comprese nel vero e proprio tessuto urbano, si possono identificare un'estesa zona industriale, un'area detta "alle Piscine" comprendente la gran parte degli impianti sportivi nonché una zona residenziale e commerciale di recente sviluppo, e, lungo la statale che conduce a Camporgiano, la borgata di Debbia a carattere residenziale. Questi tre circondari, insieme ad altri non menzionati (ad esempio "Carbonaia", "ai Cerri"), non hanno comunque mai assunto, nel corso degli anni, lo "status" di veri e propri rioni, ma sono stati sempre considerati parte di quelli già ricordati.

### Frazioni
Il territorio di Castelnuovo di Garfagnana comprende, oltre al capoluogo comunale, altre sette frazioni:
- Antisciana: sorge su un terreno quasi pianeggiante: il nucleo più antico del paese è raccolto attorno alla chiesa parrocchiale, che conserva in una nicchia della facciata una Madonna con Bambino; sono visibili nel paese le vestigia di un'antica rocca.
- Cerretoli: sul versante orientale delle Alpi Apuane, il villaggio è raggruppato attorno a una piazzetta e alla chiesa di Sant'Andrea.
- Colle (Castelnuovo di Garfagnana)|Colle: situato in cima ad un colle (da cui il nome) in posizione panoramica, ha edifici con portali, riquadri delle finestre e cantonate.
- Croce di Stazzana
- Gragnanella: con archi, portali e abitazioni caratteristici, la chiesa parrocchiale di San Bartolomeo conserva un grande crocefisso ligneo del XVII secolo, proveniente dal distrutto oratorio del Calvario. Poco prima dell'ingresso al paese, il Teatro Popolare all'aperto, fa rivivere nel periodo estivo la tradizione del "maggio", rappresentazione legata alla tradizione rurale.
- Palleroso: arroccato su un rilievo da cui si domina un'ampia parte della bassa Garfagnana, conserva scarsi resti delle antiche mura che un tempo ne fecero uno dei borghi fortificati più importanti della Garfagnana, con una porta d'ingresso.
- Rontano: situato su un versante erboso non molto ripido, si compone di due nuclei molto ravvicinati e posti alla stessa quota. Conserva antiche abitazioni con altane, archi, verande, balconi coperti e loggiati e alcuni palazzi.

### Altre località del territorio
- Monterotondo: piccola borgata costruita intorno alla chiesetta del Santo Spirito ricostruita nel 1955 dopo che era stata semidistrutta nell'ultimo conflitto bellico, paesino immerso nel verde, un paradiso naturale a pochi chilometri dal capoluogo, deriva il nome dalla forma del luogo sul quale è costruito.
- Torrite: È un piccolo paesino appena fuori Castelnuovo. Originalmente (e tuttora) erano presenti delle abitazioni vicino alla chiesa, e questi due erano collegati tramite il "famoso" ponte di Torrite. Poi negli anni sessanta cominciò la costruzione di condomini e villette a schiera nella zona a Est, vicino al campo da calcio. Tuttora il paese viene distinto in "Torrite Nuova" e "Torrite Vecchia", dette anche "Torrite Calda" e "Torrite Fredda".

Altre località notevoli sono quelle di Capannelle, Metello, Monteperpoli, Monticello-Casetta e Volcascio.

## Infrastrutture e trasporti
Castelnuovo di Garfagnana è attraversata della strada regionale 445 della Garfagnana e da alcune strade provinciali sulle quali sono svolte autocorse in servizio pubblico a cura di Autolinee Toscane.
È inoltre presente una stazione ferroviaria, servita dalle corse effettuate da Trenitalia che percorrono la ferrovia Lucca-Aulla nell'ambito del contratto di servizio con la Regione Toscana.

## Amministrazione
Di seguito è presentata una tabella relativa alle amministrazioni che si sono succedute in questo comune.
| Periodo        | Periodo        | Primo cittadino      | Partito                                    | Carica  | Note   |
| -------------- | -------------- | -------------------- | ------------------------------------------ | ------- | ------ |
| 29 luglio 1985 | 7 giugno 1990  | Alessandro Bianchini | Democrazia Cristiana                       | Sindaco | [ 15 ] |
| 3 luglio 1990  | 24 aprile 1995 | Luigi Grassi         | Democrazia Cristiana                       | Sindaco | [ 15 ] |
| 24 aprile 1995 | 14 giugno 1999 | Carlo Popaiz         | Partito Popolare Italiano                  | Sindaco | [ 15 ] |
| 14 giugno 1999 | 14 giugno 2004 | Carlo Popaiz         | centro-sinistra                            | Sindaco | [ 15 ] |
| 14 giugno 2004 | 8 giugno 2009  | Sauro Bonaldi        | centro-sinistra                            | Sindaco | [ 15 ] |
| 8 giugno 2009  | 26 maggio 2014 | Gaddo Lucio Gaddi    | lista civica                               | Sindaco | [ 15 ] |
| 26 maggio 2014 | 27 maggio 2019 | Andrea Tagliasacchi  | lista civica Tagliasacchi sindaco          | Sindaco | [ 15 ] |
| 27 maggio 2019 | 10 giugno 2024 | Andrea Tagliasacchi  | lista civica Per Castelnuovo di Garfagnana | Sindaco | [ 15 ] |
| 10 giugno 2024 | in carica      | Andrea Tagliasacchi  | lista civica Per Castelnuovo di Garfagnana | Sindaco | [ 15 ] |

### Gemellaggi
- Dronero
- Marciana
- Manching

## Sport

La squadra di calcio del al debutto tra i professionisti nel campionato di Serie C2 1999-2000

È presente una squadra di calcio, l'U.S. Castelnuovo che ha partecipato per molti anni alla Serie C2.
Vengono praticati anche Motocross e Downhill, prevalentemente a livello amatoriale, grazie al fatto che nella zona sono presenti una moltitudine di sentieri sterrati.
Esiste l'auto moto club Garfagnana (AMC Garfagnana) che si occupa anche dell'organizzazione della cronoscalata Sillano-Ospedaletto.
Sono presenti 21 squadre di calcio amatoriale che ogni anno si sfidano nel campionato UISP.
È presente una squadra di pallacanestro, il Cefa basket che vanta una partecipazione al campionato di serie B femminile (sezione poi soppressa) e la squadra maschile che milita in Promozione Regionale, la società è molto attiva anche a livello giovanile; si tiene tra Aprile e Maggio inoltre il Torneo Internazionale di Basket categoria aquilotti.
La cittadina ha dato inoltre i natali al calciatore Giovanni Di Lorenzo, campione d'Europa con la nazionale italiana nel 2021, alla tennista Jasmine Paolini, la prima medaglia d'oro nella storia del tennis italiano ai Giochi Olimpici di Parigi 2024 e al più volte campione italiano di rally Paolo Andreucci.